# كارل غالبريث
كارل غالبريث (بالإنجليزية: Carl Galbreath)‏ هو لاعب كرة قدم أمريكية أمريكي، ولد في 15 أبريل 1927، وتوفي في 26 أغسطس 2009 في فاييتفيل في الولايات المتحدة.